# Eppie Lederer
Esther Pauline Lederer, dite Eppie Lederer, née le 4 juillet 1918 à Sioux City et morte le 22 juin 2002 à Chicago, est une chroniqueuse américaine, plus connue sous le pseudonyme d'Ann Landers. En 1955, elle commence à écrire la chronique Ask Ann Landers et continuera ce travail pendant 47 ans, jusqu'à sa mort. Son lectorat a atteint 90 millions de personnes qui la lisaient dans un des 1200 journaux la publiant, dont le Washington Post. Une enquête World Almanach de 1978 l'a nommée la femme la plus influente des États-Unis. Elle était la sœur jumelle identique de Pauline Phillips, qui a écrit la colonne de conseils Dear Abby sous le nom d'Abigail Van Buren et avec laquelle elle eut des relations conflictuelles. 
Eppie Lederer était une collectrice de fonds pour plusieurs organisations caritatives médicales et, en 1977, le président Jimmy Carter l'a nommée pour un mandat de six ans au sein d'un conseil consultatif sur le cancer.

## Enfance et ses relations avec sa sœur Pauline
Née en Sioux City en Iowa, Esther Pauline (appelée Eppie) et sa sœur jumelle Pauline Philips (appelé Popo) sont les filles de Rebecca Friedman (née à Rushall) et Abraham B. Friedman, tous deux  immigrants juifs russes. Les deux sœurs grandissent à Sioux City et fréquentent le Collège Morningside pendant trois ans et demi (1936-1939) où elles écrivent une colonne de potins pour le journal de l'école. Eppie est diplômé en journalisme et en psychologie.
Alors que Eppie Lederer, à Chicago, succède en 1955 à Ruth Crowley pour l'écriture de la chronique Ask Ann Landers, sa sœur jumelle lance peu après en 1956 et à San Francisco, sous le nom d'Abigail Van Buren, une chronique de conseils personnels similaire intitulée Dear Abby. De fait concurrentes, les soeurs ont eu une relation discordante. Elles se sont réconciliées publiquement en 1964, mais l'acrimonie entre elles a persisté. Dans sa chronique Dear Abby du 8 juillet 2017, Jeanne Phillips, fille de Pauline, a déclaré que sa mère aimait être une jumelle alors que sa tante voulait être un individu, ce qui a également provoqué des conflits entre elles.
Dans ses dernières années, Eppie Lederer écrit sa chronique à domicile, parfois lorsqu'elle est dans son bain. Elle avait beaucoup d'amis et est une figure bien connue sur la scène sociale Chicago.

## Mariage et vie de famille
Eppie et Popo épousent leurs maris lors d'une double cérémonie de mariage le 2 juillet 1939, deux jours avant leur 21e anniversaire. 750 invités sont présents, et des centaines d'autres se tiennent à l'extérieur pour regarder. Eppie épouse Jules Lederer, qui devient chef d'entreprise et Popo épouse Morton Phillips de Minneapolis.
Entre 1945 et 1949, Eppie Lederer préside le conseil de la Ligue anti-diffamation du Minnesota-Wisconsin.

## Eppie devient Ann
Ruth Crowley, la créatrice de la rubrique Ask Ann Landers du Chicago Chicago Sun-Times, meurt en 1955, et Lederer prend sa place. Alors que Crowley, pendant les neuf années où elle a écrit la chronique, a gardé son identité secrète, Lederer l'a reprise publiquement. À la fin de ses 47 années sous le nom d'"Ann Landers", Lederer était devenue une personnalité médiatique nord-américaine, apparaissant à la télévision et parcourant le pays pour participer à des événements médiatiques et caritatifs.Dans ses dernières années, elle a commencé à répondre à des questions sur des sujets auparavant tabous, comme l'homosexualité. Lors d'une interview en 1993, elle s'est dite heureuse que les restrictions auxquelles elle avait dû se soumettre dans les années 1950 n'existent plus. 
Elle apparait dans l'épisode du 18 mars 1956 de What's My Line? sous le nom de Mme Jules Lederer.
Du début des années 1970 jusqu'à sa mort, Eppie Lederer a vécu au 209 East Lake Shore Drive, dans une tour d'habitation de 14 pièces.
Jules et Eppie ont divorcé en 1975. Dans sa chronique du 1er juillet 1975, elle écrit : « Le fait, triste et incroyable, est qu'après 36 ans de mariage, Jules et moi sommes en train de divorcer ». Elle recevra en réponse 30 000 lettres de sympathie.

## Mort et héritage
Eppie Lederer jouit d'une bonne santé pendant la majeure partie de sa vie. On lui diagnostique en janvier 2002 un myélome multiple (une forme de cancer des os). Elle meurt le 22 juin, après avoir refusé un traitement médical adapté à son état. Son ex-mari, Julius, meurt le 21 Janvier 1999.
Après la mort de Lederer, ses rédactrices en chef de longue date, Kathy Mitchell et Marcy Sugar, ont repris la chronique sous le titre Annie's Mailbox. Le bureau de Lederer a été racheté par Dan Savage, auteur de la chronique de conseils sur les relations et le sexe Savage Love.
En 2002, le conseil municipal de Chicago adopte une résolution de deux pages pour honorer Eppie Lederer, arguant qu'elle a incarné Chicago « avec ses opinions tranchées, ses conseils avisés, ses manières impeccables et son esprit vif » et installe une plaque commémorative Ann 'Eppie' Landers Way à l'angle de North Michigan Avenue et de East Illinois Street, devant la Chicago Tribune Tower, le siège du journal qui abritait sa chronique depuis 1987. L'inauguration a été célébrée par un défilé et un feu d'artifice.
En 2003, Warner Books publie un recueil de sa correspondance avec sa fille.
En 2006, David Rambo a écrit une pièce de théâtre sur la vie et l'œuvre que Lederer a menées sous le nom d'Ann Landers. La production a été reprise en 2008 au Pasadena Playhouse en Californie, avec Mimi Kennedy.